# De Villiers Graaff
Volkert De Villiers de Graaff, född 8 december 1913, död 4 oktober 1999 i Kapstaden, var en sydafrikansk adelsman (baronet från 1931), professionell cricketspelare och politiker för United Party (UP), parlamentsledamot 1948-1977 och partiledare 1956–1977. 
Hans seger i valkretsen Hottentots-Holland i parlamentsvalet 1948 var UP:s enda mandatvinst i vad som blev en storseger för konservativa, boernationalistiska National Party. Graaff efterträdde Jacobus Strauss som partiledare 1956 och avgick 1977, efter sex valförluster, den sista efter att partiet ombildats till New Republic Party. Han sågs som en liberal kraft i ett land härjat av eskalerande rasmotsättningar, men upplevde svårigheter i sina försök att ena en ytterst splittrad och ideologiskt urvattnad rörelse till ett realistiskt alternativ för den huvudsakligen vita väljarkåren.